# أستخروئية (مشيز بردسير)
أستخروئية (بالفارسية: استخروئیه) هي قرية تقع في إيران في البلدة المركزية.